# Шиляев, Анатолий Степанович
Анатолий Степанович Шиляев (6 февраля 1938 — 31 августа 1987) — русский поэт, член СП СССР с 1969 года.
Родился в 1938 году в городе Орле. Отец — Шиляев Степан Михайлович, лейтенант, командир сапёрной роты, погиб в июле 1941 года. Мать — Гусельникова Евдокия Александровна (1910—2000), в тяжёлые военные и послевоенные годы одна воспитала четверых сыновей. Анатолий Шиляев после окончания средней школы № 12 г. Орла служил в рядах Советской Армии, в Москве. Большую творческую поддержку молодому поэту оказали Николай Константинович Старшинов и земляк Дмитрий Иванович Блынский. Первые стихи Анатолия Шиляева были напечатаны в газете «Орловский комсомолец»(1955). Произведения публиковались в «Литературной газете», «Орловской правде», журналах «Молодая гвардия», «Смена», «Техника — молодёжи» и других. В 1969 году Анатолий Шиляев окончил Литературный институт им. А. М. Горького. На V Всесоюзном совещании молодых литераторов был рекомендован в Союз писателей СССР (1969). С 1972 года Анатолий Степанович Шиляев возглавлял Бюро пропаганды художественной литературы при Орловской областной писательской организации, несколько лет работал ответственным секретарём Орловской писательской организации. Один из основателей Фетовского праздника на Орловщине.
Анатолий Шиляев погиб в автомобильной катастрофе 31 августа 1987 года в возрасте 49 лет.

## Книги
- Глубина сердца: стихи. — Тула: Приок. кн. изд-во, 1966. — 47 с.
- Высокие деревья: стихи. — Тула: Приок. кн. изд-во, 1968. — 46 с.
- Русская равнина: стихи. — Тула: Приок. кн. изд-во, 1970. — 56 с.
- Движение: стихи. — М.: Современник, 1974. — 61 с.
- Зелёный берег : стихи. — Тула: Приок. кн. изд-во, 1975. — 95 с.
- Свет Родины: стихи. — Тула: Приок. кн. изд-во, 1983. — 247 с.
- Зелёные владенья: стихи. — Тула: Приок. кн. изд-во, 1989. — 63 с. — ISBN 5-7639-0165-7